# Sword of the Demon Hunter: Kijin Gentōshō
«Sword of the Demon Hunter: Kijin Gentōshō» (яп. 鬼人幻燈抄, Меч Демоноборця) — серія історичних фентезійних романів, написаних Мото'о Наканісі та проілюстрованих Тамакі. Серіал виходив онлайн з січня 2013 року по травень 2016 року на сайті Arcadia, а згодом був перенесений на сайт Shōsetsuka ni Narō, де виходив з грудня 2015 року по жовтень 2016 року. Пізніше його придбало видавництво Futabasha, яке опублікувало чотирнадцять томів з червня 2019 року по листопад 2023 року. Манґа-адаптація з ілюстраціями Ю Сатомі публікується Futabasha з вересня 2021 року і була зібрана у вісім томів танкобонів. Як оригінальна серія романів, так і манґа-адаптація ліцензовані англійською мовою компанією Seven Seas Entertainment. Прем'єра телевізійного аніме-серіалу, занімованого Yokohama Animation Laboratory, відбулася в березні 2025 року.

## Сюжет
У період Едо, у межах відокремленого гірського села Кадоно, мешкав Дзінта, юнак, який виконував обов'язки охоронця служниці святилища, відомої як Іцукіхіме. Будучи вихідцем з іншого місця, Дзінта та його молодша сестра, Судзуне, знайшли притулок у селі, рятуючись від свого попереднього дому. Прийнявши свою роль, Дзінта присвятив себе захисту мешканців села від різноманітних небезпек. Одного доленосного дня йому було доручено протистояти загадковому демону, що ховався в лісі. Під час зустрічі з істотою Дзінта пережив надприродну подію, яка глибоко змінила його буття. Цей ключовий момент ознаменував початок його незвичайної подорожі крізь різні епохи, де він зіткнувся з демонами, божествами та особистостями, пов'язаними таємничими долями. Протягом своєї одіссеї Дзінта поступово розкривав глибший зв'язок із потойбічним світом, що призвело до одкровень щодо його власного існування.

## Персонажі
Джінта (яп. 甚太)
Сейю: Таку Яшіро
Сузуне (яп. 鈴音)
Сейю: Рейна Уеда
Шіраюкі (яп. 白雪)
Сейю: Саорі Хаямі
Дога но Оні (яп. 同化の鬼)
Сейю: Хіроші Шірокума
Томі но Кідзьо (яп. 遠見の鬼女)
Сейю: Юі Кондо
Кійомаса (яп. 清正)
Сейю: Кентаро Кумагаї
Хітоза (яп. ちとせ)
Сейю: Харука Шамото
Нацу (яп. 奈津)
Сейю: Сая Айзава
Дзендзі (яп. 善二)
Сейю: Хірому Мінета
Дзюдзо (яп. 重蔵)
Сейю: Масакі Айзава
Власник ресторану Кіхей (яп. 喜兵衛の店主, Kihei no Tenshu)
Сейю: Йодзі Уеда
Офу (яп. おふう)
Сейю: Каяно Аї
Наоцугу Міура (яп. 三浦直次, Miura Naotsugu)
Сейю: Сейічіро Ямасіта
Йотака (яп. 夜鷹)
Сейю: Хітомі Набатаме
Сомеґоро Акіцу (яп. 秋津染吾郎, Akitsu Somegorō)
Сейю: Кодзі Юса

## Медіа

### Романи
| №  | Дата виходу       | ISBN                   |
| -- | ----------------- | ---------------------- |
| 1  | 21 червня 2019    | ISBN 978-4-575-24185-3 |
| 2  | 18 жовтня 2019    | ISBN 978-4-575-24216-4 |
| 3  | 21 лютого 2020    | ISBN 978-4-575-24253-9 |
| 4  | 19 червня 2020    | ISBN 978-4-575-24290-4 |
| 5  | 23 жовтня 2020    | ISBN 978-4-575-24339-0 |
| 6  | 19 лютого 2021    | ISBN 978-4-575-24377-2 |
| 7  | 18 червня 2021    | ISBN 978-4-575-24417-5 |
| 8  | 21 жовтня 2021    | ISBN 978-4-575-24457-1 |
| 9  | 26 лютого 2022    | ISBN 978-4-575-24492-2 |
| 10 | 22 червня 2022    | ISBN 978-4-575-24534-9 |
| 11 | 20 жовтня 2022    | ISBN 978-4-575-24574-5 |
| 12 | 22 лютого 2023    | ISBN 978-4-575-24607-0 |
| 13 | 26 липня 2023     | ISBN 978-4-575-24640-7 |
| 14 | 22 листопада 2023 | ISBN 978-4-575-24697-1 |

### Манґа
| № | Дата виходу     | ISBN                   |
| - | --------------- | ---------------------- |
| 1 | 9 вересня 2021  | ISBN 978-4-575-44004-1 |
| 2 | 10 березня 2022 | ISBN 978-4-575-44015-7 |
| 3 | 8 вересня 2022  | ISBN 978-4-575-44024-9 |
| 4 | 15 березня 2023 | ISBN 978-4-575-44034-8 |
| 5 | 13 вересня 2023 | ISBN 978-4-575-44041-6 |
| 6 | 29 лютого 2024  | ISBN 978-4-575-44047-8 |
| 7 | 11 вересня 2024 | ISBN 978-4-575-44060-7 |
| 8 | 19 березня 2025 | ISBN 978-4-575-44077-5 |

### Аніме
Аніме-адаптацію було оголошено 9 вересня 2021 року. Пізніше з'ясувалося, що це буде телевізійний серіал виробництва Yokohama Animation Laboratory, режисером якого став Кадзуя Айура, і сценаристом став Деко Акао, дизайнером персонажів — Таро Ікеґамі, а композитором — Рюуічі Такада, Кейічі Хірокава та Куніюкі Такахасі. Прем'єра серіалу спочатку була запланована на 27 червня 2024 року, але пізніше була відкладена через затримки у виробництві, прем'єра відбулася 31 березня 2025 року на каналі Tokyo MX та інших мережах. Початкова пісня — «Continue» у виконанні NEE, а кінцева пісня — «Senya Ichiya» (яп. 千夜一夜, «Тисяча і одна ніч») у виконанні Hilcrhyme з Ізумі Накасоне та HY.
Sentai Filmworks ліцензувала серіал у Північній Америці для трансляції на Hidive. Medialink ліцензувала серіал у Південній, Південно-Східній Азії та Океанії (крім Австралії та Нової Зеландії) для трансляції на YouTube-каналі Ani-One Asia.

#### Серії
| № серії | Назва серії | Оригінальна дата показу |
| ------- | --- | ----------------------- |
| 1       | «Демони і люди» Транслітерація: «Oni to Hito to» (яп. 鬼と人と)                                                | 31 березня 2025         |
| 2       | «Дочка демона» Транслітерація: «Oni no Musume» (яп. 鬼の娘)                                                    | 8 квітня 2025           |
| 3       | «Пожирач, частина 1» Транслітерація: «Musabori Kuu Mono (Zenpen)» (яп. 貪り喰うもの(前編))                     | 15 квітня 2025          |
| 4       | «Пожирач, частина 2» Транслітерація: «Musabori Kuu Mono (Kōhen)» (яп. 貪り喰うもの(後編))                      | 22 квітня 2025          |
| 5       | «Сад щастя, частина 1» Транслітерація: «Kōfuku no Niwa Zenpen» (яп. 幸福の庭・前編)                            | 29 квітня 2025          |
| 6       | «Сад щастя, частина 2» Транслітерація: «Kōfuku no Niwa Kōhen» (яп. 幸福の庭・後編)                             | 6 травня 2025           |
| 7       | «Проклята ніч Куданзака» Транслітерація: «Kudan-zaka Noroi Yoi» (яп. 九段坂呪い宵)                             | 13 травня 2025          |
| 8       | «Шпилька для волосся «Нічна квітка», частина 1» Транслітерація: «Hanayoi Kanzashi (Zenpen)» (яп. 花宵簪(前編)) | 20 травня 2025          |
| 9       | «Шпилька для волосся «Нічна квітка», частина 2» Транслітерація: «Hanayoi Kanzashi (Kōhen)» (яп. 花宵簪(後編))  | 27 травня 2025          |
| 10      | «Йотака під дощем» Транслітерація: «Ame Yotaka» (яп. 雨夜鷹)                                                   | 3 червня 2025           |
| 11      | «П'яні мрії про затяжний сніг Частина 1» Транслітерація: «Zansetsu Yoiyume (Zenpen)» (яп. 残雪酔夢(前編))      | 10 червня 2025          |
| 12      | «П'яні мрії про затяжний сніг Частина 2» Транслітерація: «Zansetsu Yoiyume (Kōhen)» (яп. 残雪酔夢(後編))       | 17 червня 2025          |
| 13      | «П'яні мрії про затяжний сніг Частина 3» Транслітерація: «Zansetsu Suimu (Kōhen)» (яп. 残雪酔夢(後編))         | 24 червня 2025          |

## Сприйняття
Загальний тираж серії романів становить понад 230 000 примірників.

## Нотатки
1. 1 2 3 4  З другого епізоду і далі, Tokyo MX вказує прем'єру серіалу 7 квітня 2025 року о 24:00, що фактично є 8 квітня опівночі за японським стандартним часом.